# Dominic Kodwo Andoh
Dominic Kodwo Andoh (* 4. Mai 1929 in Shama; † 17. Mai 2013 in Accra) war ein ghanaischer Geistlicher und erster römisch-katholischer Erzbischof von Accra. 

## Leben
Dominic Kodwo Andoh empfing am 23. Dezember 1956 die Priesterweihe.
Papst Paul VI. ernannte ihn am 3. Juli 1971 zum Bischof von Accra. Der Erzbischof von Cape Coast, John Kodwo Amissah, spendete ihm am 3. Oktober desselben Jahres die Bischofsweihe; Mitkonsekratoren waren Joseph Amihere Essuah, Bischof von Sekondi-Takoradi und Peter Poreku Dery, Bischof von Wa. Andoh war der erste aus Ghana stammende Bischof von Accra. Mit der Erhebung zum Erzbistum am 6. Juli 1992 wurde er zum Erzbischof von Accra ernannt. 
Am 30. März 2005 nahm Johannes Paul II. seinen altersbedingten Rücktritt an. Dominic Kodwo Andoh erlag zwei Wochen nach seinem 84. Geburtstag einem Herzleiden.